# Sabine Naderer-Jelinek
Sabine Naderer-Jelinek (* 19. März 1981 als Sabine Naderer) ist eine österreichische Politikerin der Sozialdemokratischen Partei Österreichs (SPÖ). Seit 2019 ist sie Bürgermeisterin der Stadt Leonding.

## Leben
Sabine Naderer-Jelinek studierte Publizistik und Politikwissenschaften in Universität Salzburg, wo sie 2004 zum Dr. phil. promovierte. Sie war unter anderem für die Rundschau, für Life Radio, für die Kammernachrichten der Wirtschaftskammer Österreich, die Presse- und Öffentlichkeitsarbeit im Sozialministerium unter Erwin Buchinger sowie die Online-Redaktion der Arbeiterkammer Oberösterreich tätig.
Im Februar 2013 wurde sie unter dem damaligen Bürgermeister Walter Brunner Erste Vizebürgermeisterin in Leonding, wo sie auch als Ausschussvorsitzende Jugend, Familie, Bildung und SPÖ-Stadtparteivorsitzende fungiert. Am 20. Februar 2019 übernahm sie interimistisch von Walter Brunner die Amtsgeschäfte als geschäftsführende Bürgermeisterin. Am 26. Mai 2019 wurde sie im ersten Wahldurchgang mit rund 51 Prozent gegen vier weitere Mitbewerber zur Bürgermeisterin von Leonding gewählt. Im Jänner 2020 wurde sie vom Vorstand als Nachfolgerin von Hermann Krist für den Bezirksparteivorsitz nominiert.
Naderer-Jelinek ist Mitglied im Sozialhilfeverband Linz-Land und im Bezirksabfallverband, Vorstandsmitglied des Frauenhauses Linz, Aufsichtsratsmitglied der Kultur GmbH Leonding und Mitglied der Delegiertenversammlung der Oberösterreichischen Versicherung. 2019 wurde sie Vizepräsidentin des Oberösterreichischen Städtebundes.

## Publikationen
- Die Tagesshows: Fernsehnachrichten auf dem Prüfstand: Ein Vergleich öffentlich-rechtlicher Hauptabendnachrichten in Österreich, Deutschland, Italien, Frankreich und der Schweiz, Dissertation 2004, 2009 im VDM Verlag Dr. Müller, ISBN 978-3-639-05535-1